# هيمير هولغريمسون
هيمير هولغريمسون (Heimir Hallgrímsson) هو لاعب ومدرب كرة قدم أيسلندي وطبيب أسنان، يدير حاليا منتخب آيسلندا لكرة القدم.
قاد المنتخب لأول تأهل له في بطولة أمم أوروبا لكرة القدم عام 2016، ثم قاده إلى أول تأهل له لبطولة كأس العالم لكرة القدم في عام 2018.

## الروابط الخارجية
- هيمير هولغريمسون على موقع IMDb (الإنجليزية)
- هيمير هولغريمسون على موقع قاعدة بيانات كرة القدم.إي يو (الإنجليزية)
- هيمير هولغريمسون على موقع ناشيونال فوتبول تيمز (الإنجليزية)
- هيمير هولغريمسون على موقع Soccerway.com (الإنجليزية)
- هيمير هولغريمسون على موقع عالم كرة القدم.نت (الإنجليزية)

- Heimir Hallgrímsson KSÍ profile